# Eckhart Vofrey
Eckhart Vofrey (* 11. Januar 1956) ist ein ehemaliger deutscher Fußballtorwart.

## Laufbahn
Vofrey spielte mit der Zweitvertretung von Eintracht Braunschweig in der Amateuroberliga, als er zu seinem Debüt in der Bundesliga in der Saison 1975/76 kam. Am 10. Spieltag, bei der Begegnung gegen den späteren Meister der Saison Borussia Mönchengladbach fehlte die Stammkraft zwischen den Pfosten Bernd Franke, so dass Uwe Hain in der Startformation der Eintracht stand. Nach einem Zusammenstoß mit Jupp Heynckes musste Hain verletzt ausgewechselt werden und Vofrey gab sein Debüt, er hielt die Null fest. Bis 1978 bestritt Vofrey 81 Spiele für die Amateure der Eintracht, in der ersten Mannschaft konnte er sich allerdings nicht durchsetzen. Anschließend wechselte er zu Hessen Kassel. Mit Kassel stieg er 1980 in die 2. Bundesliga auf. Vofrey spielte noch für Arminia Hannover, TSV Wipshausen und Eintracht Braunschweig. Nach seiner Zeit als Spieler wurde er Trainer.

## Sonstiges
Vofrey arbeitet bei der Berufsfeuerwehr.